# パスカル・ストライク
パスカル・ストライク（Pascal Struijk, 1999年8月11日 - ）は、ベルギー・ドゥールネ出身のプロサッカー選手。プレミアリーグ・リーズ・ユナイテッドFC所属。ポジションはディフェンダー（センターバック）。

## 経歴

### クラブ
1999年にベルギーのアントウェルペン州で生まれ、3歳のときに家族でオランダのデン・ハーグに移住。デン・ハーグ、アヤックス・アムステルダムを経て、2018年1月にリーズ・ユナイテッドの下部組織に入団。リザーヴチームではキャプテンも務めた。
2019年12月10日のチャンピオンシップのハル・シティ戦でプロデビュー。チームは2020年7月17日の2部リーグ優勝を決め、2003-04シーズン以来のプレミアリーグ復帰が決定。2日後のダービー・カウンティ戦でプロ初先発出場を果たし、3-1で勝利。このシーズン、クラブはチャンピオンシップを制し、プレミアリーグ昇格となった。
ストライク自身初のプレミアリーグとなった、2020年9月12日の2020-21シーズン開幕戦のリヴァプール戦で、監督マルセロ・ビエルサは、チームキャプテンのリアム・クーパーの負傷欠場の関係で、新加入のロビン・コッホと共にストライクを先発のCBに起用。試合は前シーズン王者に食い下がったものの、モハメド・サラーにハットトリックを決められ、3-4で敗れた。
2024-25シーズン、イラン・メリエとともに副キャプテンに任命され、キャプテンのイーサン・アンパドゥの欠場時にはキャプテンマークを巻いた。

### 代表
2016年にU-17オランダ代表に選出され、UEFA U-17欧州選手権のスペイン戦に先発出場するなど、3試合に出場した。
2022年10月、FIFAワールドカップに向けた39名の予備登録メンバーに名を連ねたが、最終メンバーからは外れた。

## 人物
- 父方の祖父母はオランダ領東インド（現在のインドネシア）出身で、同国の国籍も所有していると言われており、インドネシア代表でのプレーも可能だと言われている[9]。

## 個人成績
| 国内大会個人成績 | 国内大会個人成績     | 国内大会個人成績 | 国内大会個人成績   | 国内大会個人成績 | 国内大会個人成績 | 国内大会個人成績 | 国内大会個人成績 | 国内大会個人成績 | 国内大会個人成績 | 国内大会個人成績 | 国内大会個人成績 |
| 年度             | クラブ               | 背番号           | リーグ             | リーグ戦         | リーグ戦         | リーグ杯         | リーグ杯         | オープン杯       | オープン杯       | 期間通算         | 期間通算         |
| 年度             | クラブ               | 背番号           | リーグ             | 出場             | 得点             | 出場             | 得点             | 出場             | 得点             | 出場             | 得点             |
| イングランド     | イングランド         | イングランド     | イングランド       | リーグ戦         | リーグ戦         | FLカップ         | FLカップ         | FAカップ         | FAカップ         | 期間通算         | 期間通算         |
| ---------------- | -------------------- | ---------------- | ------------------ | ---------------- | ---------------- | ---------------- | ---------------- | ---------------- | ---------------- | ---------------- | ---------------- |
| 2019-20          | リーズ・ユナイテッド | 34               | チャンピオンシップ | 5                | 0                | 0                | 0                | 0                | 0                | 5                | 0                |
| 2020-21          | リーズ・ユナイテッド | 21               | プレミアリーグ     | 27               | 1                | 1                | 0                | 1                | 0                | 29               | 0                |
| 2021-22          | リーズ・ユナイテッド | 21               | プレミアリーグ     | 29               | 1                | 2                | 0                | 0                | 0                | 31               | 1                |
| 2022-23          | リーズ・ユナイテッド | 21               | プレミアリーグ     | 29               | 2                | 1                | 0                | 1                | 0                | 31               | 2                |
| 2023-24          | リーズ・ユナイテッド | 21               | チャンピオンシップ | 23               | 3                | 2                | 2                | 0                | 0                | 25               | 5                |
| 2024-25          | リーズ・ユナイテッド | 5                | チャンピオンシップ | 35               | 5                | 1                | 0                | 2                | 0                | 38               | 5                |
| 通算             | イングランド         | イングランド     | チャンピオンシップ | 63               | 8                | 3                | 2                | 2                | 0                | 68               | 10               |
| 通算             | イングランド         | イングランド     | プレミアリーグ     | 85               | 4                | 4                | 0                | 2                | 0                | 91               | 4                |
| 総通算           | 総通算               | 総通算           | 総通算             | 148              | 12               | 7                | 2                | 4                | 0                | 159              | 14               |

## タイトル

### クラブ
リーズ・ユナイテッド
- EFLチャンピオンシップ（2019-20, 2024-25）[4][10]